# Les Malvenus
Pour plus de détails, voir Fiche technique et Distribution.
Les Malvenus est un téléfilm franco-belge réalisé par Sandrine Veysset d'après un scénario de Sandrine Veysset et Virginie Despentes, diffusé pour la première fois le 17 avril 2024 sur France 2.
Cette fiction est une coproduction de Storia Television (Mediawan), de France Télévisions et de la société belge Umedia pour France 2, en association avec uFund,, réalisée avec la participation de  TV5 Monde et avec le soutien du Tax shelter du gouvernement fédéral de Belgique.

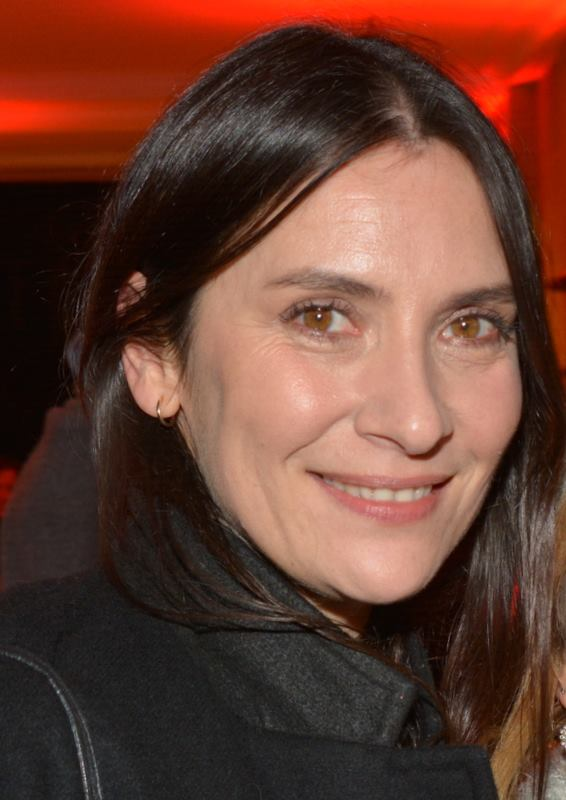
Géraldine Pailhas.

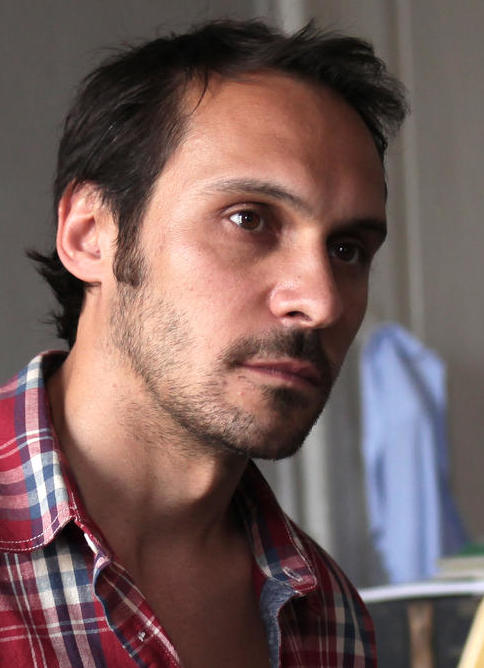
Yannick Choirat.

## Synopsis
Carole et Luc Ancelin sont tout heureux de quitter Paris pour s'installer dans la maison où Luc a grandi, dans le Vaucluse. Mais leur bonheur va vite s'évanouir quand des locataires indélicats débarquent avec leurs chiens dans la partie de la propriété qui appartient au frère de Luc, avec qui il est brouillé.

## Fiche technique
Sauf indication contraire, les informations mentionnées dans cette section peuvent être confirmées par les bases de données cinématographiques IMDb et Allociné,  présentes dans la section « Liens externes ».
- Titre français : Les Malvenus (anciennement La joie de vivre)
- Réalisation : Sandrine Veysset[1],[3],[4],[5],[2]
- Scénario : Sandrine Veysset et Virginie Despentes[1],[3],[4],[5],[2]
- Musique : Reno Isaac[1]
- Décors : Isabelle Quillard
- Costumes : Nono Van Meerbeeck
- Photographie : Frédéric Noirhomme
- Son : Jean Minondo
- Montage : Mathilde Grosjean et Nicolas Dambroise
- Production : Frédéric Bruneel, Thomas Anargyros et Sabine Barthelemy[1]
- Sociétés de production : Storia Television (Mediawan), France Télévisions et Umedia, en association avec uFund[1],[2]
- Pays de production :  France /  Belgique
- Langue originale : français
- Format : couleur
- Genre : Drame
- Durée : 90 minutes[1],[6]
- Dates de première diffusion : 17 avril 2024 sur France 2 [2],[7]

## Distribution
- Géraldine Pailhas : Carole
- Jonathan Zaccaï : Luc Ancelin
- Yannick Choirat : Fred Chicard
- Sophie Guillemin : Marisa
- Simon Zampieri : Samuel Chicard
- Sophie Payan : Michèle
- Catherine Davenier : la mère de Carole
- Gregory Di Meglio : Fabrice
- Clémentine Poidatz : Sylvie

## Production

### Genèse et développement
Le scénario est de la main de Sandrine Veysset et Virginie Despentes, et la réalisation est assurée par Sandrine Veysset,,,,.
La production est assurée par Frédéric Bruneel, Thomas Anargyros et Sabine Barthelemy.

### Tournage
Le tournage se déroule du 23 novembre au 22 décembre 2022 à Sarrians, à Pernes-les-Fontaines et à Carpentras, dans le département français de Vaucluse en région Provence-Alpes-Côte d'Azur,,,,.

## Accueil

### Diffusions et audience
Le téléfilm, diffusé le 17 avril 2024 sur France 2, est regardé par 3 324 000 téléspectateurs et se classe premier en termes d'audience.